# Ralph Capone
Raffaele James Capone, detto Ralph (Angri, 12 gennaio 1894 – Hurley, 22 novembre 1974), è stato un mafioso italiano naturalizzato statunitense, fratello maggiore del più noto Al Capone e appartenente alla Chicago Outfit di cui lo stesso fratello era leader.

## Biografia
Ralph Capone nasce ad Angri, in provincia di Salerno, da Gabriele Capone e Teresa Raiola. Sbarcò negli Stati Uniti a Ellis Island ad appena un anno di età insieme alla madre e al fratello maggiore Vincenzo, mentre suo padre vi ci arrivò passando per il Canada sei mesi prima. Si stabilirono infine a Brooklyn, andando a vivere vicino a dei cantieri navali.
All'età di 21 anni si sposò con Filomena Muscato, di anni 17, dalla quale ebbe un figlio, Ralph Gabriele Capone, nel 1917.
Dopo la morte del padre nel 1920, Ralph si trasferì a Chicago spinto dal fratello minore Al. Entrato nella Chicago Outfit gestita dal fratello, Ralph fu messo a gestire gli impianti di imbottigliamento durante il periodo del proibizionismo, tentando di monopolizzare le bevande analcoliche e le bevande analcoliche (in particolare il ginger ale e l'acqua gassata, comunemente usate nelle bevande miste) la cui vendita era allora vietata. Ralph Capone realizzò grandi profitti per la Chicago Outfit e divenne il principale venditore di bibite oltre alla Coca-Cola durante l'Esposizione universale di Chicago del 1933. Nell'aprile 1930, il fratello Al fu incluso nell'elenco dei "nemici pubblici" della Chicago Crime Commission di Frank J. Loesch.
Dopo la condanna di Al Capone per evasione fiscale nel 1931, Ralph rimase nell'organizzazione. Ha ospitato diverse riunioni della Commissione presso la residenza di suo fratello a Palm Island, in Florida. In qualità di manager del Cotton Club di Chicago, Capone sarebbe stato coinvolto nel gioco d'azzardo illegale e nella prostituzione. Nel 1932 fu anche condannato per evasione fiscale arrivando a scontare una pena carceraria di tre anni.
Nel 1950, la United Press International descrisse Capone come "a pieno titolo uno dei signori del sindacato nazionale che controlla il gioco d'azzardo, il vizio e altri racket". Se fosse ancora un vero capo è oggetto di controversia e alcune delle prove ascoltate dal Comitato Kefauver del Senato degli Stati Uniti suggerivano diversamente. Tuttavia nel 1935 il famigerato gangster Louis Alterie fu costretto a testimoniare contro Ralph con l'accusa di evasione fiscale e poche settimane dopo fu ucciso a colpi d'arma da fuoco. Negli anni '30 Capone acquistò una casa e in seguito gestì un hotel/taverna a Mercer, nel Wisconsin. L'hotel si chiamava "The Rex Hotel" e la taverna si chiamava "Billy's Bar". Dopo il rilascio di Capone dalla prigione, si è trasferito nel Wisconsin e vi ha vissuto fino alla sua morte, avvenuta per cause naturali il 22 novembre 1974 all'età di 80 anni. Il suo corpo fu in seguito cremato e i suoi resti sepolti presso la tomba di famiglia al Mount Carmel Cemetery di Hillside, nell'Illinois.

## Nella cultura di massa
- Nel film per la televisione Il fratello di Al Capone (1990) fu interpretato da Titus Welliver.
- Nella serie televisiva targata HBO Boardwalk Empire - L'impero del crimine è interpretato da Domenick Lombardozzi.
- Nel film Capone (2020) è interpretato da Al Sapienza.